# Radio Alfa
A Rádio Alfa é uma estação de rádio parisiense, dirigida à comunidade lusófona de França. Foi lançada a 5 de outubro de 1987 pela Associação Luso-Francesa do Audiovisual. A sede e os estúdios localizam-se em Créteil, no sudeste de Paris. A Rádio Alfa é transmitida através da frequência 98.6, bem como em DAB+ nas principais cidades francesas (nomeadamente Paris, Lille, Lyon e Estrasburgo). É membro das Indés Radios.
A Rádio Alfa organizou entre junho de 1989 e junho de 2017 um evento popular que celebrava a música lusófona: a Festa da Rádio Alfa. Este festival era o maior encontro da comunidade portuguesa na Europa. A última "Festa da Rádio Alfa" reuniu mais de 15 mil pessoas. Ao longo dos seus 28 anos de existência, o palco do festival acolheu os mais conceituados intérpretes da música portuguesa: Pedro Abrunhosa, Rui Veloso, José Cid, Ana Moura, Mariza, Xutos e Pontapés...
A rádio organiza também regularmente noites de fado na sua sala de concertos, a Sala Vasco-da-Gama, em Valenton. Carlos do Carmo, Camané, Carminho, Cuca Roseta, Mafalda Arnauth são alguns dos fadistas mais famosos que responderam ao convite dessas noites da Rádio Alfa.
Uma vez por ano, a Rádio Alfa realiza a “Semana da Gastronomia Portuguesa”, uma semana durante a qual a Sala Vasco-da-Gama transforma-se em restaurante, acolhendo os melhores chefs de diferentes regiões de Portugal.
A programação da Rádio Alfa está perfeitamente integrada no panorama radiofónico francês: propõe programas musicais (Lounge com José Freitas, Ir e Voltar com Jorge Leandro, Só fado com Odette Fernandes e Manuel Miranda), dois programas de informação e entrevistas (ALFA 10/13 com Didier Caramalho, Passagem de Nível com Artur Silva), dois programas desportivos (Tribuna Desportiva às segundas-feiras com Manuel Alexandre, Desporto Associativo aos sábados com José Manuel Sousa Gomes), um divertido programa matinal (Bom dia! com Ester de Sousa e Vítor Santos) e dois programas sobre o mundo associativo (Espaço Aberto com Manuel Pinto Lopes e Chico Chico, De terra em terra, nas margens da tradição com Manuel Moreira e Marylene Martins).
A redação da Rádio Alfa (composta pelos jornalistas Olivia Vaz, Ricardo José, Manuel Alexandre, Artur Silva e Didier Caramalho) prepara diariamente noticiários, em português e em francês, das 7h00 às 19h00 (hora de Paris).
Desde 1991, a Rádio Alfa é propriedade da família Lopes, bem conhecida no departamento do Val-de-Marne por as suas equipas de futebol US Lusitanos Saint-Maur, US Créteil-Lusitanos, bem como a Société Francilienne de Béton, SNB, TRANSPORT 2000 e DECORAÇÃO MECA. Desde 1992, o seu diretor geral é o Fernand Lopes.